# امپویس
امپویس (به فرانسوی: Ampuis) یک کمون در فرانسه است که در Canton of Condrieu واقع شده‌است.

## خصوصیات
امپویس ۱۵٫۵۷ کیلومترمربع مساحت و ۲٬۴۹۷ نفر جمعیت دارد و ۱۵۲ متر بالاتر از سطح دریا واقع شده‌است.